# 서광초등학교 (제주)
서광초등학교는 대한민국 제주특별자치도 서귀포시 안덕면 서광리에 있는 공립 초등학교이다.

## 학교 연혁
- 1946년	9월 1일 서광국민학교 설립 인가
- 1946년	11월 7일 개교(3학급)
- 1949년	1월 5일 4·3사건으로 폐교
- 1950년	6월 1일 덕수국민학교 서광분교장 인가
- 1953년	5월 30일 서광국민학교 설립 재인가(3학급)
- 1963년	8월 6일 광명분교장 설립인가
- 1967년	1월 5일 동광분교장 설립 인가
- 1988년	2월 28일 광명분교장 폐교
- 1996년	3월 1일 서광초등학교로 교명 변경
- 2002년	3월 11일 병설유치원 개원
- 2009년	3월 1일 동광분교장
  -     -       - 2017년	2월 7일 제62회 졸업(7명, 1,630명)
- 2017년	3월 1일 제27대 정원석 교장 부임
- 2017년	3월 2일 2017학년도 신입생 입학(23명)